# Tavastehus län (slottslän)

Slottslän i Finland 1595-1634.

Tavastehus län (finska: Hämeenlinnan linnalääni) var ett svenskt slottslän i Finland från medeltiden fram till Axel Oxenstiernas länsreform 1634. Länets styresman hade sitt säte vid Tavastehus slott.
Länet bestod av de centrala delarna av det historiska landskapet Tavastland.
Länet upphörde 1634 och uppgick i Nylands och Tavastehus län.

## Indelningar
- Sääksmäki härad[2]
  - Kalvola socken
  - Kulsiala socken (Tyrväntö)
  - Portas socken (Tammela och Somero)
  - Pälkäne socken
  - Saaris socken (Akkas pastorat med Urdiala och södra delen av Sääksmäki kyrksocken)
  - Sääksmäki socken
- Hattula härad[2]
  - Hattula socken
  - Janakkala socken
  - Lehijärvi socken
  - Loppis socken
  - Mäskälä socken
  - Renko socken (Rengo)
  - Vichtis socken
- Hauho och Övre Härad[2]
  - Hauho socken
  - Tuulos socken (Tulois)
  - Lammi socken (Lampis)
  - Asikkala socken
  - Elimä socken
  - Hollola socken
  - Jämsä socken
  - Padasjoki socken
  - Sysmä socken
  - Tennilä socken
  - Villehtis socken
  - Nyby socken